# Le Plessier-sur-Saint-Just
Le Plessier-sur-Saint-Just ist eine französische Gemeinde mit 539 Einwohnern (Stand: 1. Januar 2022) im Département Oise in der Region Hauts-de-France (vor 2016 Picardie). Sie gehört zum Arrondissement Clermont, zur Communauté de communes du Plateau Picard und zum Kanton Saint-Just-en-Chaussée. Die Einwohner werden Plessierois genannt.

## Geographie
Die Gemeinde Le Plessier-sur-Saint-Just liegt etwa 40 Kilometer ostnordöstlich von Beauvais. Umgeben wird Le Plessier-sur-Saint-Just von den Nachbargemeinden Plainval im Norden, Ravenel im Osten, Angivillers im Südosten, Lieuvillers im Südosten und Süden, Valescourt im Süden und Südwesten sowie Saint-Just-en-Chaussée im Westen.

## Einwohner
| Jahr                       | 1962 | 1968 | 1975 | 1982 | 1990 | 1999 | 2006 | 2013 | 2021 |
| -------------------------- | ---- | ---- | ---- | ---- | ---- | ---- | ---- | ---- | ---- |
| Einwohner                  | 445  | 381  | 365  | 498  | 513  | 510  | 497  | 503  | 533  |
| Quellen: Cassini und INSEE |      |      |      |      |      |      |      |      |      |

## Sehenswürdigkeiten
- Kirche Saint-Étienne aus dem 15. Jahrhundert, Wiederaufbauten aus dem 17./18. Jahrhundert
- Zwei Portale, beide seit 1951 Monument historique

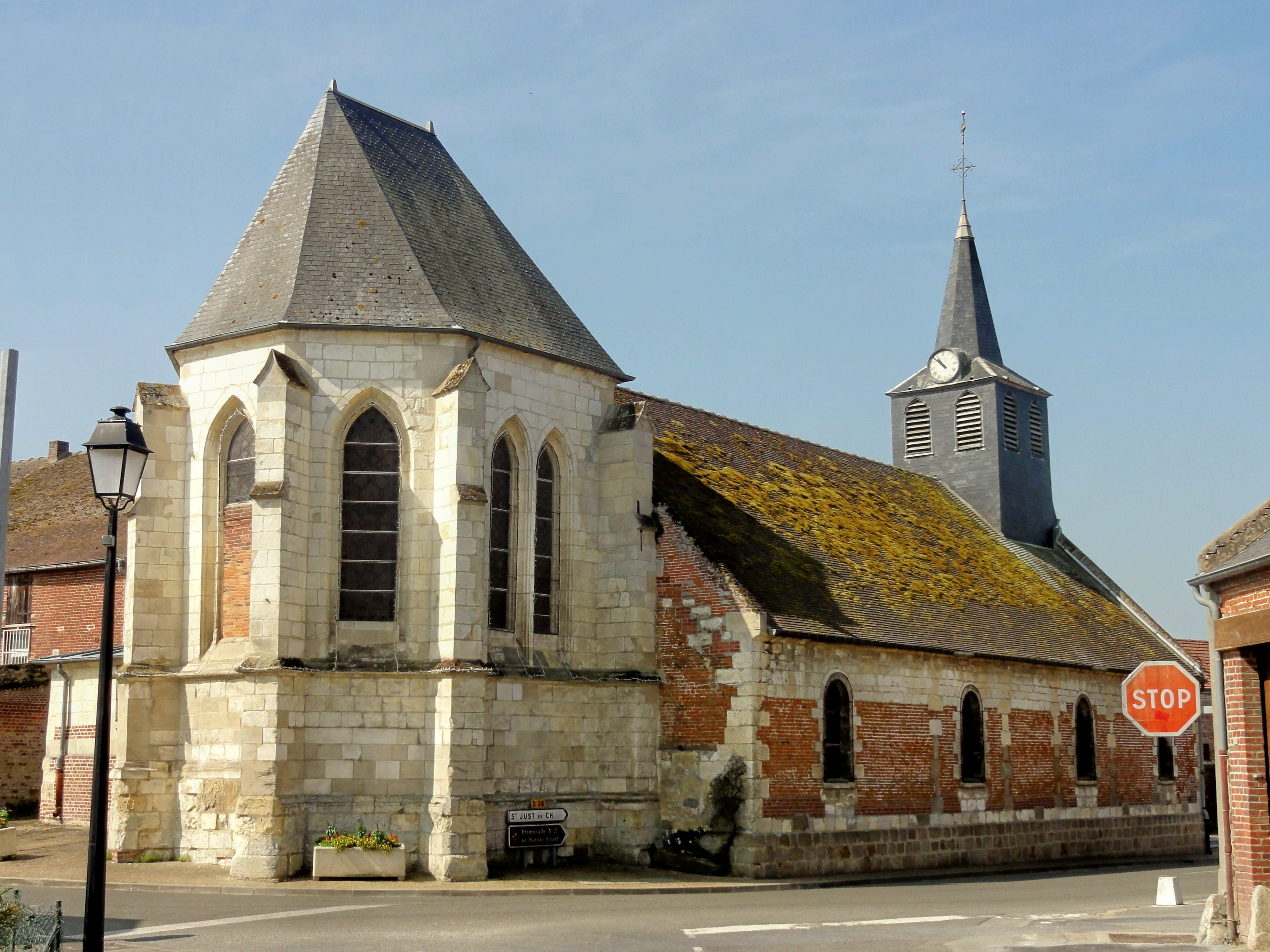
Kirche Saint-Étienne
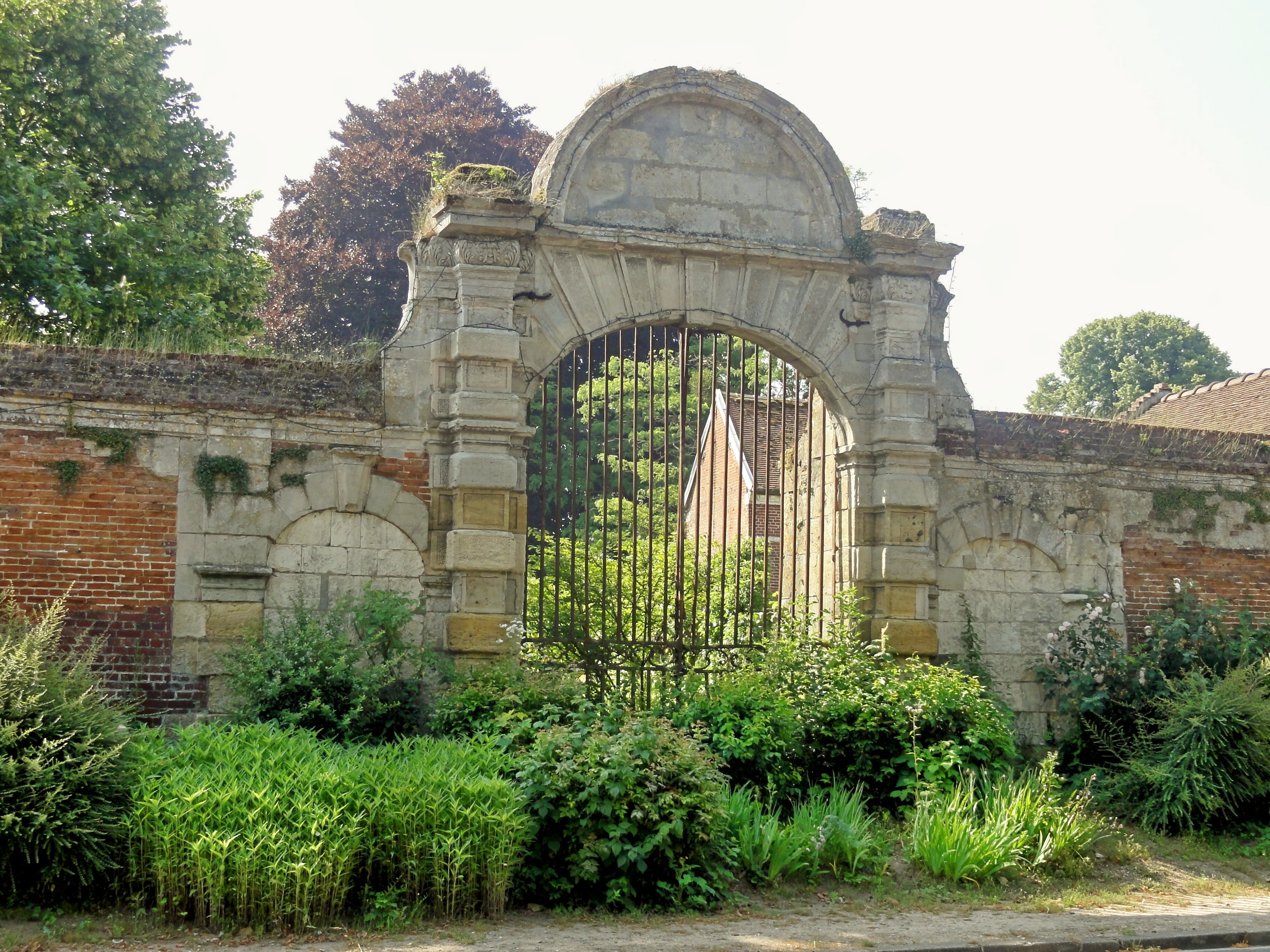
Portal an der Rue de Compiègne
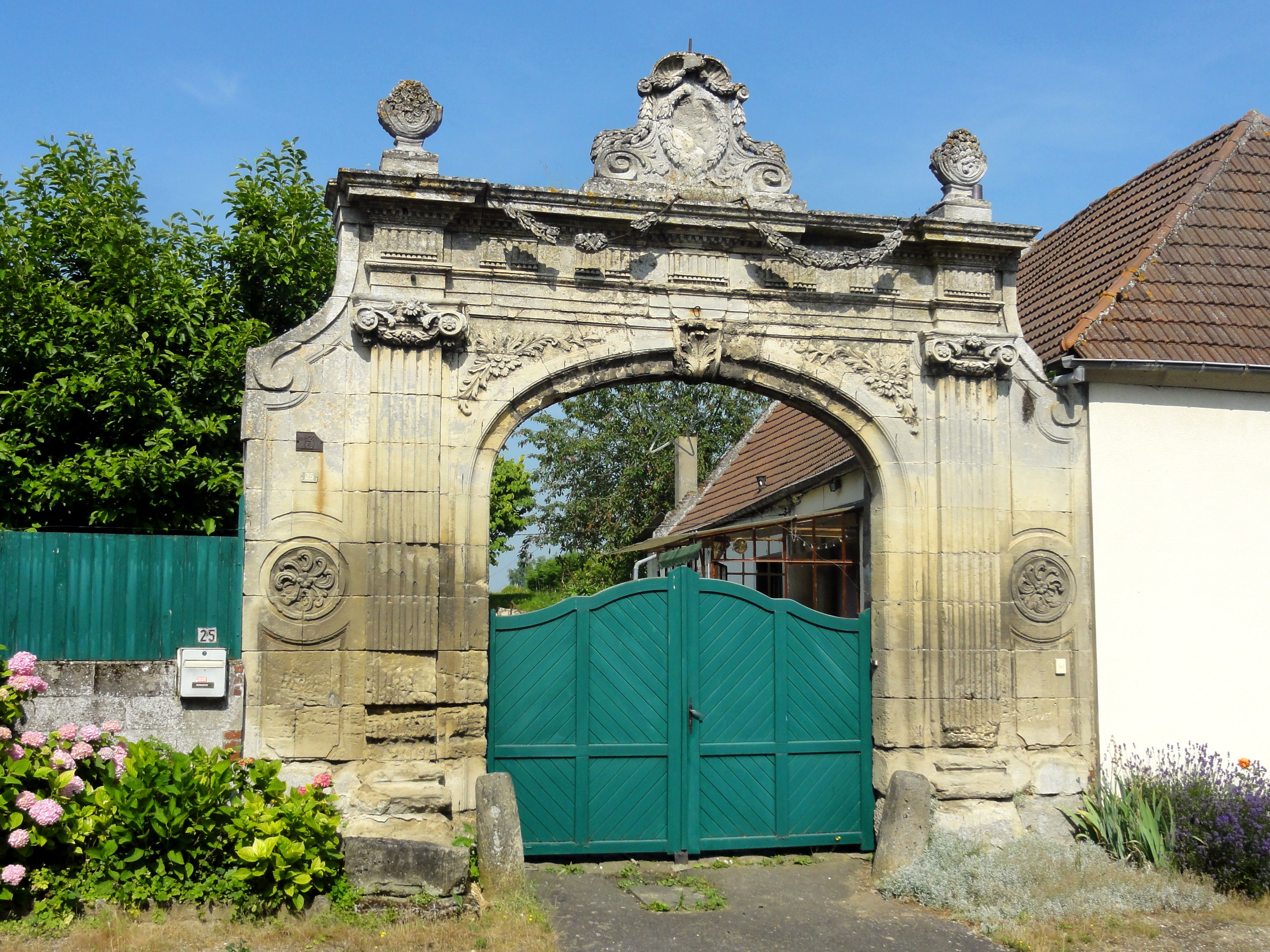
Portal an der Rue de Mouli
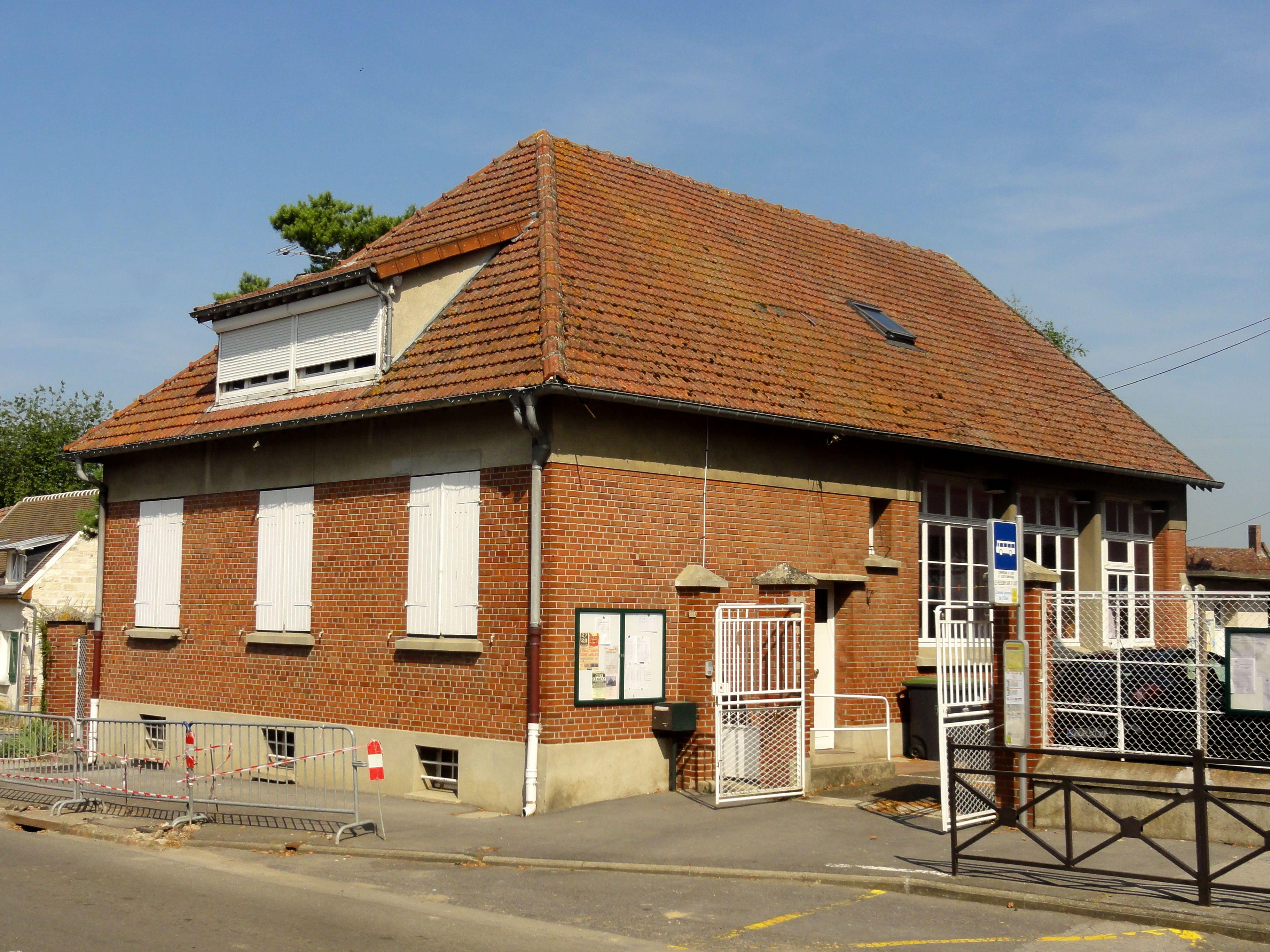
Schule
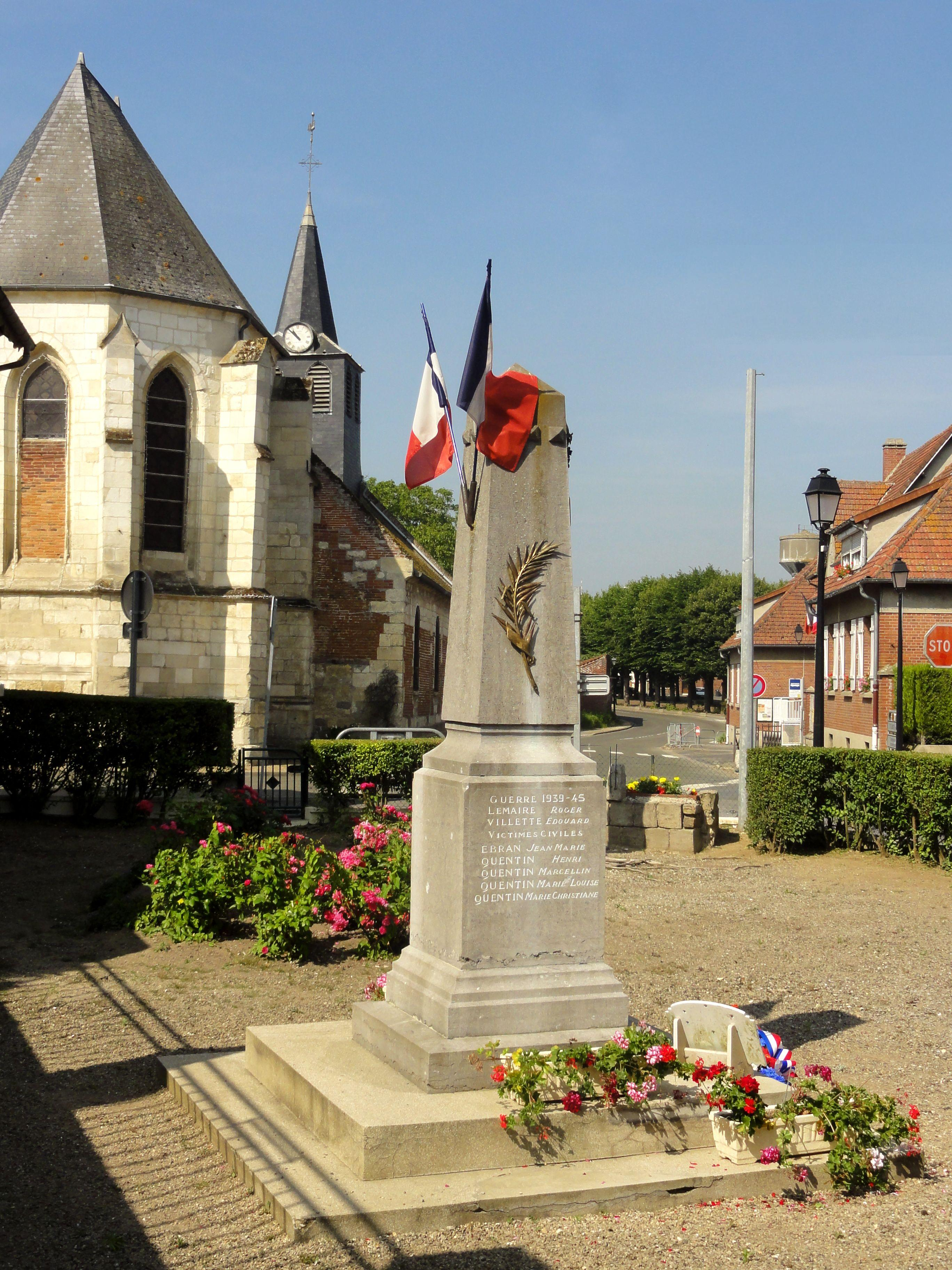
Gefallenendenkmal

## Persönlichkeiten
- Claude-Juste-Alexandre Legrand (1762–1815), General